# Secusigiu

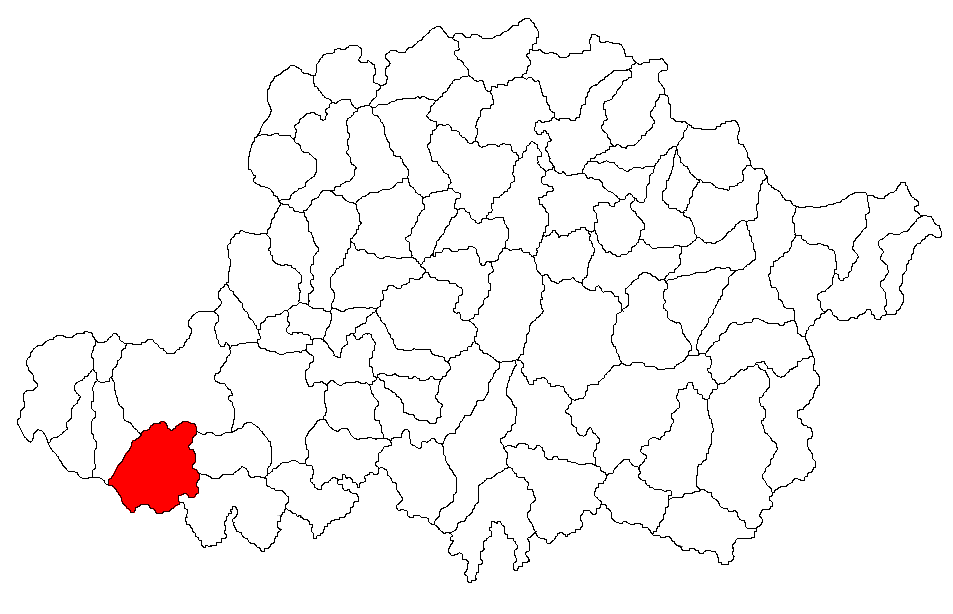
Lage der Gemeinde Secusigiu im Kreis Arad

Secusigiu (deutsch Sekeschut, ungarisch Székesút, serbisch-kyrillisch Секусић) ist eine Gemeinde im Kreis Arad, Banat, Rumänien. Zur Gemeinde Secusigiu gehören die Dörfer Munar, Satu Mare und Sânpetru German.

## Geografische Lage
Secusigiu liegt  im Marosch-Tal, an der Kreisstraße DJ682, die Arad mit Sânnicolau Mare verbindet und an der Eisenbahnstrecke mit denselben Endpunkten. Secusigiu befindet sich am nördlichen Rand der Banater Heide, dicht an der Grenze zum Kreis Timiș.

## Nachbarorte
| Semlac | Munar                                       | Sânpetru German |
| Șeitin | Kompassrose, die auf Nachbargemeinden zeigt | Mailat          |
| Periam | Satu Mare                                   | Sânpetru Mic    |

## Geschichte
Eine erste Siedlung auf dem Gebiet der heutigen Gemeinde Secusigiu wurde von den Grafen Szekely, Szapary und Almassy für leibeigene Landarbeiter errichtet. Diese erste Siedlung wurde vom Hochwasser der Marosch überflutet und zerstört. Nach Errichtung des Aranka-Kanals errichtete man eine neue Siedlung. Aber auch diese wurde vom Hochwasser zerstört. 1776 wurde ein Ansiedlungsplan für ein Dorf an einer Hochstelle der Maroschniederung genehmigt. Der Ort erhielt die Bezeichnung Székesút. 1808 wurden deutsche Bauern und Handwerker aus den umliegenden Dörfern in Székesút angesiedelt. Die Besiedlung mit Deutschen fand auf Anregung des Kaisers Joseph II. statt, der auf seiner Banatreise 1786 den schlechten Zustand des Dorfes und der Felder sah und die Behebung dieser misslichen Zustände wünschte. Bis 1920 war der amtliche Ortsname Székesút.
Székesút gehörte zum Komitat Temes. 1957 kam die Ortschaft zum Rayon Arad, Region Banat. Seit 1968 gehört die Gemeinde zum Kreis Arad.
Am 4. Juni 1920 wurde das Banat infolge des Vertrags von Trianon dreigeteilt. Der größte, östliche Teil, zu dem auch Secusigiu gehörte, fiel an das Königreich Rumänien.
Infolge des Waffen-SS Abkommens vom 12. Mai 1943 zwischen der Antonescu-Regierung und Hitler-Deutschland wurden alle deutschstämmigen wehrpflichtigen Männer in die deutsche Armee eingezogen. 
Dafür mussten die Deutschen aus Rumänien nach dem Seitenwechsel Rumäniens am 23. August 1944 büßen.
Noch vor Kriegsende, im Januar 1945, fand die Deportation aller volksdeutschen Frauen zwischen 18 und 30 Jahren und Männer im Alter von 16 bis 45 Jahren zur Aufbauarbeit in die Sowjetunion statt.
Das Bodenreformgesetz vom 23. März 1945, das die Enteignung der deutschen Bauern in Rumänien vorsah, entzog der ländlichen Bevölkerung die Lebensgrundlage. Der enteignete Boden wurde an Kleinbauern, Landarbeiter und Kolonisten aus anderen Landesteilen verteilt. Anfang der 1950er Jahre wurde die Kollektivierung der Landwirtschaft eingeleitet.
Durch das Nationalisierungsgesetz vom 11. Juni 1948, das die Verstaatlichung aller Industrie- und Handelsbetriebe, Banken und Versicherungen vorsah, fand die Enteignung aller Wirtschaftsbetriebe statt.
Touristische Attraktionen in unmittelbarer Nähe von Secusigiu sind: das Kloster Bezdin, das Kloster Hodoș-Bodrog und der Große Kies (Prundul Mare) als Teil des Naturparks Marosch-Auen.

## Demografie
Die Bevölkerungsentwicklung der Gemeinde Secusigiu mit den dazugehörenden Dörfern:
| 1880 | 7424 | 2838 | 291 | 3408 | 887            |
| 1910 | 7197 | 2374 | 718 | 2759 | 1346           |
| 1930 | 7342 | 2487 | 823 | 2726 | 1306           |
| 1977 | 6218 | 3364 | 703 | 1322 | 829            |
| 2002 | 5838 | 4811 | 411 | 82   | 534            |
| 2021 | 5534 | 4323 | 193 | 21   | 997 (471 Roma) |

## Sehenswürdigkeiten
Die katholische Kirche der Gemeinde Sekeschut wurde in den Jahren 1838 bis 1840 erbaut und 1843 lieferte Anton Dangl aus Arad eine kleine Orgel. Bei diesem Instrument handelt es sich um ein kleines mechanisches Positiv mit 4 Registern, einer Stechermechanik und mit kurzer Oktave. Im unteren Teil des Gehäuses befindet sich ein Keilbalg mit einem Pumphebel. Auf dem Spund der Windlade befindet sich eine Vignette mit dem Namen des Erbauers: „Anton Dangl, bürgl. Orgel- und Instrumentenmacher in Arad 1843“.